# California (Ohio)
California es un barrio ubicado en Cincinnati, en el condado de Hamilton, que pertenece al  estado estadounidense de Ohio.

## Geografía
California se encuentra ubicada en las coordenadas 39°3′55″N 84°25′24″O / 39.06528, -84.42333.